# Husholmen, Borgå
Husholmen är en lämning efter en medeltida befästning i Borgå i det finländska landskapet Nyland. Lämningen är belägen på en udde, också benämnd Husholmen, som var en friliggande ö vid borgens uppförande  i slutet av 1300-talet. Den hör till de bäst bevarade borgarna som funnits i Svea rike under senare hälften av 1300-talet. Husholmen ligger längst in i Lilla Pernåviken, cirka en kilometer från Illbyåns mynning.
I dag lämpar sig ön till exempel för fågelskådning.

## Historia och arkitektur
Husholmens slott hör till befästningar i trä som kung Albrekt av Mecklenburg lät uppföra utmed den finländska kusten på 1300-talet under maktkampen med drottning Margareta. Borgen användes bara några tiotals år innan den revs.
Inga medeltida dokument kan med säkerhet förknippas till borgen. Platsen har möjligen nämnts som Wartholm och i några brev från mitten av 1390-talet beskrivs den som "den nya borgen i Nyland". Borgen har med säkerhet använts under senare hälften av 1300-talet. Dateringen baserar sig på föremål som påträffats vid arkeologiska grävningar år 1997 och på dendrokronologiska prov som tagits av pålverket år 1998.
Den yttersta förskansningen av borgen består av ett tredubbelt pålverk som är beläget under vatten. Bergholmen indelas i förborg och huvudborg. Entrén till förborgen har skett via en portanläggning på stranden. Endast en 20 x 15 meter stor terrass och grunden till en liten byggnad kan ses ovanför markytan av förborgen. Av huvudborgen finns endast en 20 x 20 meter stor borggård kvar. Huvudborgen var belägen uppe på berget på ön Husholmen. Bredvid borggården kan man se grunden till tornet och tre byggnadsgrunder.